# Pierre Georget
Pierre Léon Gaston Georget (Châtellerault, 9 de agosto de 1917-París, 1 de agosto de 1964) fue un deportista francés que compitió en ciclismo en la modalidad de pista.
Participó en los Juegos Olímpicos de Berlín 1936, obteniendo dos medallas, plata en la prueba de 1 km contrarreloj y bronce en tándem. Ganó dos medallas de plata en el Campeonato Mundial de Ciclismo en Pista, en los años 1936 y 1937.

## Medallero internacional
| Juegos Olímpicos   | Juegos Olímpicos       | Juegos Olímpicos  | Juegos Olímpicos         |
| Año                | Lugar                  | Medalla           | Competición              |
| ------------------ | ---------------------- | ----------------- | ------------------------ |
| 1936               | Berlín (Alemania)      | Medalla de plata  | 1 km contrarreloj        |
| 1936               | Berlín (Alemania)      | Medalla de bronce | Tándem                   |
| Campeonato Mundial |                        |                   |                          |
| Año                | Lugar                  | Medalla           | Competición              |
| 1936               | Zúrich (Suiza)         | Medalla de plata  | Velocidad individual (A) |
| 1937               | Copenhague (Dinamarca) | Medalla de plata  | Velocidad individual (A) |